# Potulice (Złotów)
Pour les articles homonymes, voir Potulice (homonymie).
Potulice (prononciation : [pɔtuˈlit͡sɛ]) est un  village polonais de la gmina de Lipka dans le powiat de Złotów de la voïvodie de Grande-Pologne dans le centre-ouest de la Pologne.
Il se situe à environ 7 kilomètres au sud-ouest de Lipka (siège de la gmina), 15 kilomètres au nord-est de Złotów (siège du powiat), et à 120 kilomètres au nord de Poznań (capitale de la Grande-Pologne).

## Histoire
De 1975 à 1998, le village faisait partie du territoire de la voïvodie de Piła.

Depuis 1999, Potulice est situé dans la voïvodie de Grande-Pologne.
Le village possède une population de 100 habitants.